# Bako Sahakyan
Bako Sahakyan (Step'anakert, 30 agosto 1960) è un politico karabakho, Presidente della Repubblica del Nagorno Karabakh e quindi, successivamente, della Repubblica dell'Artsakh complessivamente dal 7 settembre 2007 al 21 maggio 2020.

## Biografia
Sahakyan, in armeno Բակո Սահակյան,  dopo aver servito nell'esercito sovietico, ha lavorato per nove anni in una fabbrica della sua città natale.
Nel 1990 è entrato nell'esercito di difesa del Nagorno Karabakh partecipando alla guerra per l'indipendenza dello stato. Nel corso del conflitto ha assunto il ruolo di vice comandante.
Nel 1999 è divenuto ministro dell'interno, quindi dal 2001 al 2007 ha condotto il Servizio di Sicurezza, carica lasciata nel giugno di quell'anno per partecipare alle elezioni presidenziali del 2007.
A queste ha concorso come indipendente raccogliendo l'85% dei voti e divenendo il quarto presidente nella storia della repubblica. A marzo 2012 ha annunciato la sua ricandidatura alle elezioni presidenziali del 2012, che ha rivinto con il 66,7%.
Il 19 luglio 2017, a seguito del referendum costituzionale del 20 febbraio precedente, con cui il Nagorno Karabakh è diventato repubblica presidenziale e ha assunto il nome di Artsakh, è stato eletto dall'Assemblea nazionale presidente transitorio della repubblica dell'Artsakh fino alle elezioni politiche del 2020.
A seguito dell’offensiva azera nel Nagorno Karabakh del 2023, viene catturato dagli azeri agli inizi del mese di ottobre unitamente ad altre autorità della repubblica dell’Artsakh e imprigionato in un centro di detenzione preventiva a Baku. 
È sposato e ha due figli.